# Eric Griffiths
Eric Ronald Griffiths (* 31. Oktober 1940 in Denbigh, Wales; † 29. Januar 2005 in Edinburgh, Schottland) war Gitarrist der Band The Quarrymen. Er war Gründungsmitglied der Band im Jahr 1956 und später auch Mitglied der neu gegründeten Band.

## Leben
Griffiths Vater war Pilot der Royal Air Force und starb bei Kämpfen im Zweiten Weltkrieg. Daraufhin zog Eric mit seiner Mutter 1945 nach Liverpool zu seinen Großeltern. Mit 11 Jahren bekam er ein Stipendium, wodurch er die Quarry Banks High School besuchen konnte. Dort traf er John Lennon, Pete Shotton und Rod Davis. Mit diesen gründete er später The Quarrymen.
Nachdem sowohl Paul McCartney als auch George Harrison der Band beigetreten waren, war kein Platz für Griffiths als Gitarristen, obwohl die anderen beiden nicht bei der Bandgründung dabei waren. Die übrigen Bandmitglieder forderten ihn auf, einen E-Bass zu kaufen, doch Griffiths konnte diesem Wunsch aus finanziellen Gründen nicht nachkommen. Daraufhin wurde er zur nächsten Bandprobe nicht eingeladen. Als er während dieser Probe, die in McCartneys Haus stattfand, dort anrief, teilte John Lennon ihm mit, dass er kein Bandmitglied mehr sei.
Daraufhin brach Griffiths sein zuvor begonnenes Ingenieurstudium ab und wurde Navigator bei der britischen Handelsmarine. Er versuchte, weiterhin Kontakt zu Lennon und McCartney zu halten, verlor jedoch schließlich den Kontakt.
1964 heiratete er seine Ehefrau Relda und verließ die Armee. Mit Relda zog er nach Schottland, wo er bis zu seinem Lebensende blieb. Mit Relda hatte er drei Söhne.
1997 lud man ihn zum 40-jährigen Bestehen des Cavern Club in Liverpool ein, wo er in den 1950er Jahren mit The Quarrymen aufgetreten war. Dort traf er andere Mitglieder der ehemaligen Gruppe, die sich bereits drei Jahre zuvor wiedervereint hatten und ihn daraufhin ebenfalls einluden.
Am 29. Januar 2005 starb Griffiths in Edinburgh an den Folgen von Krebs.